# William E. Gortney

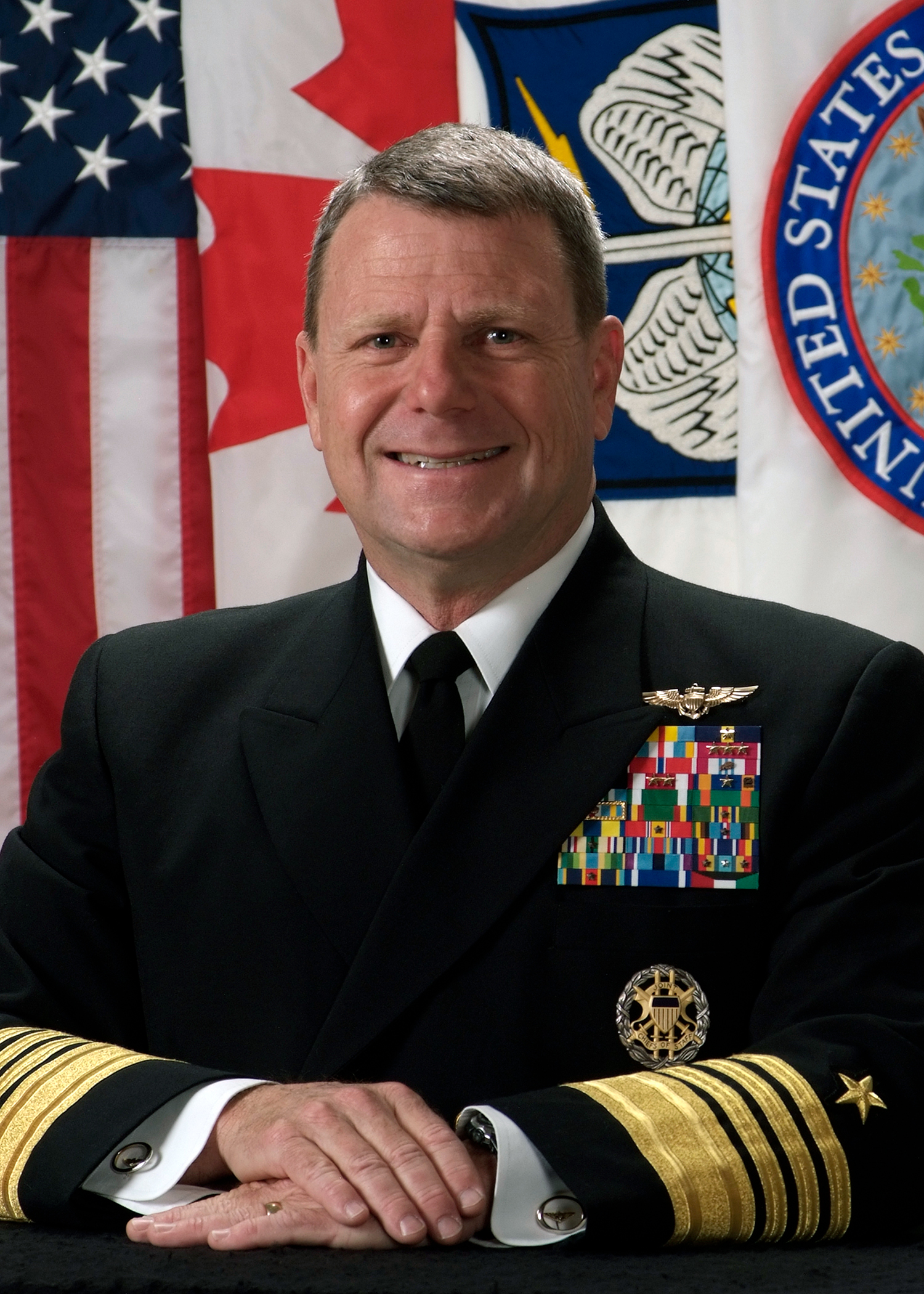
William Gortney (2014)

William Evans Gortney (* 25. September 1953 in La Jolla, Kalifornien) ist ein ehemaliger Admiral der United States Navy (USN). Vom 5. Dezember 2014 bis zum 13. Mai 2016 war er Oberbefehlshaber des U.S. Northern Command (USNORTHCOM), einem teilstreitkraftübergreifenden Regionalkommando der Streitkräfte der Vereinigten Staaten und befehligte in Personalunion außerdem das North American Aerospace Defense Command (NORAD).
Vom 14. September 2012 bis zum 24. November 2014 war Gortney Befehlshaber des U.S. Fleet Forces Command (USFLTFORCOM) mit Sitz auf der Naval Station Norfolk, Virginia. Zuvor diente er zwischen Juli 2010 und August 2012 als Direktor des Vereinigten Generalstabs (DJS) im Verteidigungsministerium der Vereinigten Staaten.

## Ausbildung und Karriere
Gortney schloss 1977 sein Studium an einer privaten Universität in Elon, North Carolina, mit einem Bachelor in Geschichts- und Politikwissenschaft ab und trat noch im selben Jahr als Offiziersanwärter der U.S. Navy bei, wo er auf der Naval Air Station Pensacola ein Jahr lang zum Marineflieger ausgebildet wurde. Bis 1980 war er auf der Naval Air Base Beeville, Texas, stationiert, anschließend bis 1984 mit der 82. Fliegerstaffel auf dem Flugzeugträger Nimitz.
Es folgten dreieinhalb Jahre auf der Naval Air Station in Lemoore, Kalifornien, wo er die Beförderung zum Korvettenkapitän erhielt, bevor er wiederum auf einen Flugzeugträger, diesmal die Theodor Roosevelt, versetzt wurde, auf der er bis 1989 blieb. Während der 1990er-Jahre folgten unterschiedliche Verwendungen zur See, etwa auf der Forrestal (1989–92) und erneut der Theodor Roosevelt (1992–1995) und an Land, so auf der Naval Air Station Cecil Field, Florida, (1996–97) und im Vereinigten Generalstab (1998–99). Zwischen 1999 und 2004 diente Gortney in verschiedenen Positionen im Ausland, hauptsächlich in Saudi-Arabien und Bahrein.
Gortneys weitere Ausbildung umfasst einen Master-Abschluss in Internationaler Sicherheitspolitik vom Naval War College, Newport, Rhode Island (1996). Als Flieger kam Gortney während seiner Laufbahn auf über 5.300 Flugstunden, hauptsächlich auf den Mustern A-7 und F/A-18.

### Dienst als Flaggoffizier

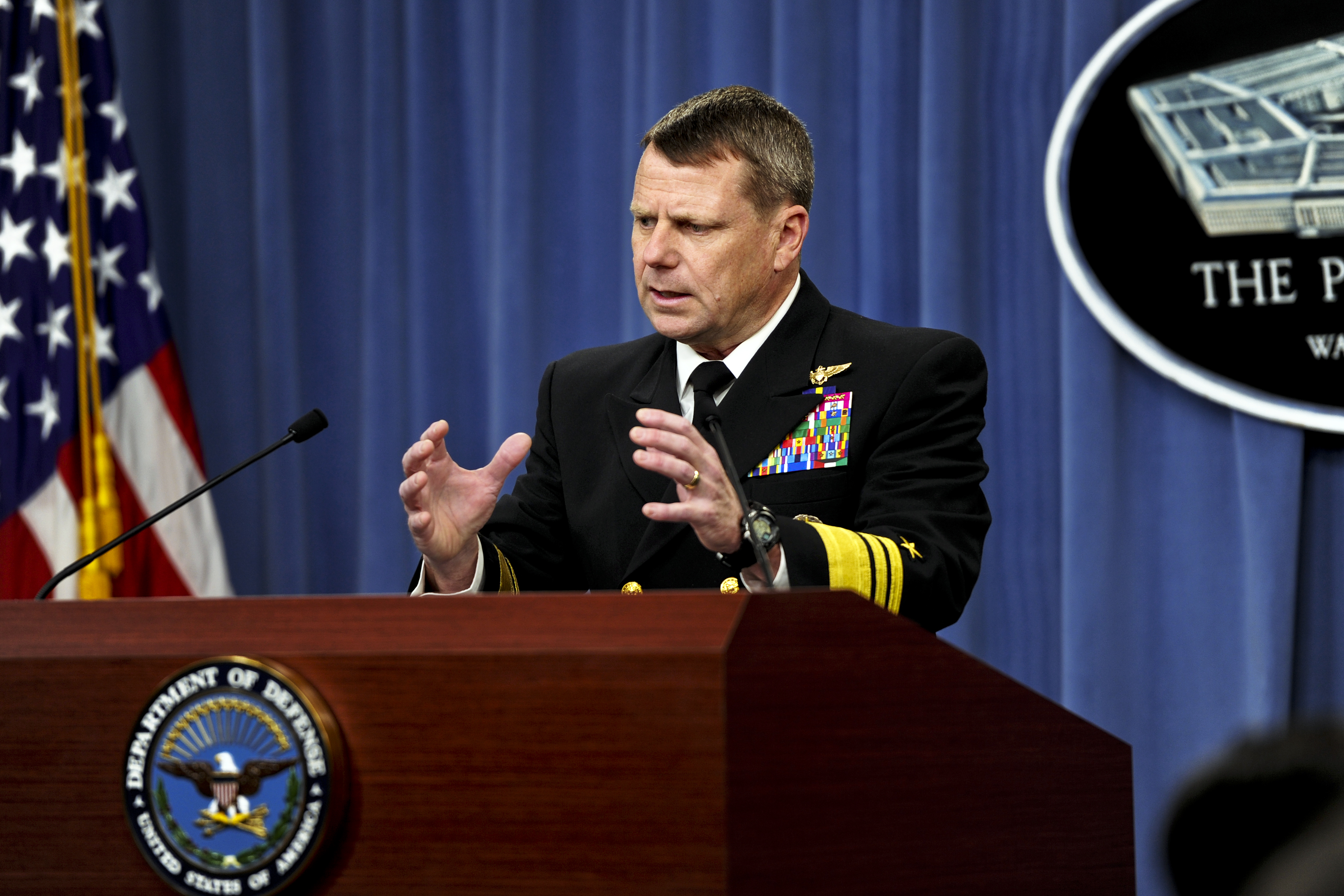
Gortney (hier als Vizeadmiral) während einer Pressekonferenz im Pentagon zum Internationalen Militäreinsatz in Libyen (März 2011)

Als Flaggoffizier diente Gortney bereits in mehreren Funktionen im Zuständigkeitsbereich des USFLTFORCOM. Zwischen 2004 und 2006 war er im Range eines Flottillenadmirals als stellvertretender Stabschef für Global Force Management and Fleet Operations eingesetzt, anschließend von 2007 bis 2008 unter Beförderung zum Konteradmiral ebenda als Kommandeur des Flugzeugträgers Harry S. Truman und der dazugehörigen 10. Flugzeugträgerkampfgruppe (CSG-10), mit der er auch am 2. Irakkrieg teilnahm.
Nachdem er zum Vizeadmiral ernannt wurde, kommandierte er von 2008 an zunächst das dem U.S. Central Command unterstellte U.S. Naval Forces Central Command und damit verbunden die im Persischen Golf stationierte 5. US-Flotte und wurde dann zum 1. Juli 2010 als Direktor des Vereinigten Generalstabs ins Verteidigungsministerium versetzt.
Am 23. Januar 2012 nominierte US-Präsident Barack Obama Gortney für die Nachfolge von Admiral John C. Harvey als Befehlshaber des U.S. Fleet Forces Command; vom Senat bestätigt übernahm Gortney das Kommando schließlich am 14. September desselben Jahres, verbunden mit der Ernennung zum Admiral.
Seit dem 5. Dezember 2014 war Gortney als Nachfolger von General Charles H. Jacoby (USA) Oberbefehlshaber des USNORTHCOM und des NORAD. Am 13. Mai 2016 übergab er das Kommando an General Lori J. Robinson (USAF) und trat in den Ruhestand.

## Beförderungen
| Rang                      | Datum |
| ------------------------- | ----- |
| Ensign                    | 1977  |
| Lieutenant Junior Grade   | n/a   |
| Lieutenant                | n/a   |
| Lieutenant Commander      | 1987  |
| Commander                 | 1993  |
| Captain                   | n/a   |
| Rear Admiral (lower half) | 2004  |
| Rear Admiral (upper half) | 2007  |
| Vice Admiral              | 2008  |
| Admiral                   | 2012  |

## Auszeichnungen
Auswahl der Dekorationen, sortiert in Anlehnung an die Order of Precedence of Military Awards:
- Defense Distinguished Service Medal
- Navy Distinguished Service Medal
- Defense Superior Service Medal
- Legion of Merit mit drei goldenen Sternen
- Bronze Star
- Meritorious Service Medal mit zwei goldenen Sternen
- Air Medal mit goldenem Stern
- Joint Service Commendation Medal mit zweifachem Eichenlaub
- Navy & Marine Corps Commendation Medal
- Navy & Marine Corps Achievement Medal
- Humanitarian Service Medal